# Physaleae
Tribu
La tribu des Physaleae regroupe des plantes de la sous-famille des Solanoideae dans la famille des Solanaceae. 

## Liste des genres
Selon NCBI (4 mars 2012) :
- genre Acnistus
- genre Athenaea
- genre Aureliana
- genre Brachistus
- genre Chamaesaracha
- genre Cuatresia
- genre Deprea
- genre Dunalia
- genre Eriolarynx
- genre Iochroma
- genre Larnax
- genre Leucophysalis
- genre Margaranthus
- genre Nectouxia
- genre Oryctes
- genre Physalis
- genre Quincula
- genre Salpichroa
- genre Saracha
- genre Tubocapsicum
- genre Tzeltalia
- genre Vassobia
- genre Withania
- genre Witheringia